# Михайловка (Белоцерковский район)
Миха́йловка (укр. Михайлівка) — село, входит в Белоцерковский район Киевской области Украины.
Население по переписи 2021 года составляло 440 человек.

## История
В ХІХ столетии село Михайловка было в составе Велико-Половецкой волости Васильковского уезда Киевской губернии. В селе была Петропавловская церковь. Священнослужители Петропавловской церкви:
- 1847 — священник Иван Кондрацкий, дьячек Филон Недельский

## Местный совет
09146, Киевская обл., Белоцерковский р-н, с. Михайловка, ул. Московская, 34